# Jason Davidson
Jason Alan Davidson, né le 29 juin 1991 à Melbourne, est un footballeur international australien qui évolue au poste d'arrière gauche.
Son père, Alan Edward Davidson, est également un ancien footballeur professionnel.

## Biographie
Le 24 mai 2015, il est libéré par West Bromwich Albion.

## Statistiques
| Saison    | Club                 | Pays           | Championnat        | Coupes nationales | Coupe d'Europe | Australie        |
| --------- | -------------------- | -------------- | ------------------ | ----------------- | -------------- | ---------------- |
| 2009      | Hume City            | VPL            | 16 matchs / 2 buts | -                 | -              | -                |
| 2009-2010 | Paços de Ferreira    | Liga Sagres    | 5 matchs           | -                 | -              | -                |
| 2010-2011 | Paços de Ferreira    | Liga Sagres    | -                  | -                 | -              | -                |
| 2010-2011 | Sporting Covilhã     | Segunda Liga   | 14 matchs          | -                 | -              | -                |
| 2011-2012 | Heracles Almelo      | Eredivisie     | 6 matchs           | -                 | -              | -                |
| 2012-2013 | Heracles Almelo      | Eredivisie     | 10 matchs          | 2 matchs          | -              | 1 match          |
| 2013-2014 | Heracles Almelo      | Eredivisie     | 30 matchs / 2 buts | 3 matchs          | -              | 9 matchs         |
| 2014-2015 | West Bromwich Albion | Premier League | 2 matchs           | 3 matchs          | -              | 8 matchs / 1 but |
| 2015-2016 | Huddersfield Town    | Championship   | 27 matchs / 1 but  | 3 matchs          | -              | 4 matchs         |
| 2016-2017 | FC Groningue         | Eredivisie     | 20 matchs          | 2 matchs          | -              | -                |
| 2017-2018 | HNK Rijeka           | Prva HNL       | -                  | -                 | -              | -                |

Dernière mise à jour le 29 août 2017

## Palmarès

### En club
Olimpija Ljubljana
- Champion de Slovénie en 2018.
- Vainqueur de la Coupe de Slovénie en 2018.

### En sélection
- Vainqueur de la Coupe d'Asie des Nations en 2015.